# Saul Leiter
Saul Leiter (Pittsburgh, 3 dicembre 1923 – New York, 26 novembre 2013) è stato un fotografo e pittore statunitense, i cui primi lavori negli anni '40 e '50 costituirono un importante contributo a quella che venne riconosciuta come la scuola di fotografia di New York.

## Vita e lavoro
Saul Leiter è nato a Pittsburgh, in Pennsylvania. Suo padre era un noto studioso Talmud e Saul intraprese gli studi per diventare rabbino.
All'età di 12 anni sua madre gli regalò la sua prima macchina fotografica, a 23 anni, invece, lasciò la scuola di teologia e si trasferì a New York City per diventare un pittore. Sviluppò presto un interesse per la pittura e fu fortunato ad incontrare il pittore espressionista astratto Richard Pousette-Dart.
Pousette-Dart e W. Eugene Smith incoraggiarono Leiter a dedicarsi alla fotografia e presto iniziò a scattare in bianco e nero con una Leica 35mm in cambio di alcune stampe di Eugene Smith, più tardi, nel 1948, cominciò ad usare il colore , esponendo in tal senso per la prima volta all'inizio degli anni Cinquanta, fra le mura dell'Artist’s Club, luogo attorno al quale orbitavano molti dei pittori esponenti dell'espressionismo astratto del tempo.
Nel medesimo periodo avviò collaborazioni con fotografi contemporanei quali Robert Frank e Diane Arbus, il che ha contribuito a formare, come definì Jane Livingston, la scuola di fotografi di New York negli anni '40 e '50.
Leiter ha lavorato come fotografo di moda per i successivi 20 anni ed è stato pubblicato su Show, Elle, British Vogue, Queen e Nova. Alla fine degli anni '50, il direttore artistico Henry Wolf pubblicò il lavoro di moda a colori di Leiter a Esquire e successivamente a Harper's Bazaar .
Edward Steichen incluse le fotografie in bianco e nero di Leiter nella mostra Always the Young Stranger al Museum of Modern Art nel 1953. Le opere di Leiter sono presenti in primo piano nel libro di Jane Livingston The New York School (1992) e in Appearances: Fashion Photography di Martin Harrison dal 1945 (1991). Nel 2008, la Fondazione Henri Cartier-Bresson a Parigi ha allestito la prima mostra museale di Leiter in Europa con un catalogo di accompagnamento.
Leiter è il soggetto di un documentario del 2012 In No Great Hurry - 13 Lessons in Life with Saul Leiter , diretto e prodotto da Tomas Leach.
Martin Harrison, editore e autore di Saul Leiter Early Color (2006), scrive: "La sensibilità di Leiter lo collocò al di fuori degli scontri viscerali con l'ansia urbana associata a fotografi come Robert Frank o William Klein. Invece, per lui la fotocamera ha fornito un modo alternativo di vedere, inquadrare eventi e interpretare la realtà. Ha cercato momenti di quieta umanità nel vortice di Manhattan, forgiando una pastorale urbana unica dalla più improbabile delle circostanze."
Leiter morì una settimana prima di compiere 90 anni, il 26 novembre 2013, a New York City.

## Pubblicazioni
- Early Color. Introduction by Martin Harrison.
  - Göttingen: Steidl, 2006. ISBN 978-3865211392.
  - Göttingen: Steidl, 2013. ISBN 978-3869303529
- Saul Leiter.
  - Paris: Robert Delpire, 2007. Photo Poche series.
  - London: Thames & Hudson, 2008. ISBN 978-0500410974. Photofile series.
  - Rome: Contrastobooks, 2009 Fotonote series
- Early Black and White.
  - Göttingen: Steidl, 2008.
  - Göttingen: Steidl; Howard Greenberg Gallery, 2014. ISBN 978-3865214133. Two volumes, boxed edition. By Max Kozloff, edited by Howard Greenberg and Bob Shamis with the assistance of Margit Erb, with an additional essay by Jane Livingston.
- Saul Leiter. Göttingen: Steidl, 2008. ISBN 9783865216625. Preface by Agnès Sire.
- Photographs and Works on Paper. Antwerp: Fifty One Publication, 2011. ISBN 9789081772501. Exhibition Catalogue.
- Here's more, why not?. Antwerp: Fifty One Publication, 2013. ISBN 978-9081772518.
- Painted Nudes. London: Sylph, 2015. ISBN 978-1909631069.
- All About Saul Leiter. Seigensha, 2017. Catalogue published to accompany an exhibition at the Bunkamura Museum of Art, Tokyo, 2017. Captions in English and Japanese. ISBN 978-4861526169.
- Women. Tokyo: Space Shower, 2018. ISBN 9784909087157. Mostly photographs, some paintings.

## Mostre personali
- 1944: Ten Thirty Gallery, Cleveland.
- 1945: The Outlines Gallery, Pittsburgh.
- 1947: Butler Institute of American Art, Youngstown, OH.
- 1950s: Tanager Gallery, New York.
- 1954: Emerging Talent. Curated by Clement Greenberg. Samuel Koontz Gallery, New York.
- 1972: Midtown Y, New York.
- 1984: Gallery Lafayette, New York.
- 1985: Gallery Lafayette, New York.
- 1993: Howard Greenberg Gallery, New York.
- 1994: Howard Greenberg Gallery, New York.
- 1997: Saul Leiter, In Color. Martha Schneider Gallery, Chicago.
- 1997: Saul Leiter, In Color. Howard Greenberg Gallery, New York.
- 2004: Saul Leiter, In Color. Staton Greenberg Gallery, Santa Barbara.
- 2005: Saul Leiter, Early Color. Howard Greenberg Gallery, New York.
- 2006: The Fashion Photographs of Saul Leiter, Festival of Fashion Photography, Hyères, Francia.
- 2006: Saul Leiter, Color, Fifty One Fine Art Photography, Antwerp.
- 2006: In Living Color, Photographs by Saul Leiter, Milwaukee Art Museum.
- 2007: Saul Leiter, Early Color, University of Maine Museum of Art, Bangor.
- 2008: Saul Leiter, Galerie Camera Obscura, Parigi.
- 2008: Saul Leiter, Faggionato Fine Arts, Londra.
- 2008: Saul Leiter, Howard Greenberg Gallery, New York.
- 2008: Saul Leiter, Jackson Fine Art, Atlanta.
- 2008: Saul Leiter, Galleria Carla Sozzani, Milano.
- 2008: Saul Leiter, Foundation Henri Cartier-Bresson, Parigi.
- 2009: Saul Leiter, Fifty One Fine Art Photography, Antwerp.
- 2010: Saul Leiter, Mois de la Foto, Parigi.
- 2011: Saul Leiter, New York Reflections, Jewish Historical Museum, Amsterdam.
- 2011: Saul Leiter, Early Color, Musée de l’Elysée, Lausanne
- 2011: Saul Leiter, Photographs and works on paper, Fifty One Fine Art Photography, Antwerp.
- 2012: Saul Leiter, Retrospective, Deichtorhallen Amburgo, Germania.
- 2013: Saul Leiter, Here's more, why not, Fifty One Fine Art Photography, Antwerp.
- 2013: Saul Leiter, Black & white, Fifty One Fine Art Photography, Antwerp.
- 2013: Saul Leiter, Kunst Haus Wien.
- 2015: Homage to Saul Leiter, Fifty One gallery, Antwerp.

## Collezioni
Il lavoro di Leiter è presente nelle seguenti collezioni pubbliche:
- Addison Gallery of American Art
- Museo Albertina, Vienna
- Museo Amon Carter, Fort Worth
- Art Institute of Chicago
- Museo d'arte di Baltimora, Baltimora
- Museo d'arte di Milwaukee
- Museum of Fine Arts, Boston
- Museo delle Belle Arti, Houston
- Museum of Modern Art, New York
- National Gallery of Art, Washington, DC
- Museo d'arte di St. Louis, St. Louis
- Staatliche Museen Zu Berlin,
- Victoria & Albert Museum, Londra
- Whitney Museum of American Arts, New York